# Criaso
En la mitología griega, Criaso o Críaso (Κρίασος Kriasos) fue un rey de Argos, hijo de Argos y Evadne o de la oceánide Peito. Tuvo cinco hermanos llamados Écbaso, Jaso, Peiranto o Peiras, Epidauro y Tirinto. Se dice que reinó cincuenta y cuatro años. Durante su reinado, Calitia, hija de Peiranto, se convirtió en la primera sacerdotisa de Hera. De acuerdo con Eusebio de Cesarea, el reinado de Criaso fue contemporáneo al de Safro como decimocuarto rey de Asiria, y al de Ortópolis como duodécimo rey de Sición. Eusebio también nos dice que Moisés nació en Egipto durante su reinado. Criaso tuvo, por su esposa Melanto, un hijo llamado Forbas, que le sucedió en el trono de Argos, aunque otras fuentes lo hacen hijo de Argos. Sus otros hijos fueron Ereutalión y Cleobea.